# HW-02C
キッズケータイ HW-02C（エイチダブリュー　ぜろにー　シー）は、ファーウェイジャパンによって開発されたNTTドコモの第三世代携帯電話（FOMA）端末である。
ドコモの子供向け端末、キッズケータイの第4弾である。

## 概要
先に発売されたキッズケータイ F-05Aとは異なり、キッズiモードやiアプリなどが利用できない端末となっている。またテンキーなどもなくし、利用できる機能を、通話・防犯ブザー・GPSを使用し、iモード搭載携帯電話やスマートフォン、パソコンを使って居場所を確認する「いますぐ検索」「イマドコサーチ」機能などに限定している。
形状はストレートタイプとなり、低価格化、小型軽量化を計っており、子供が勝手に電話をできないように、上下左右の4つのボタンに割り当てた相手にしか発信できないようにできる。ただしその他に電話帳に登録した相手にも発信することは可能となる(最大10件)。通話の他それら登録した相手には定型のSMSを送信することも可能となっている。ブラウザは非搭載でiモードやiアプリなど利用できないが、親が子供の場所を確認する、イマドコサーチは利用できる。またこれまでのキッズケータイと同様約100dBの防犯ブザーが搭載されており、防犯ブザーが稼動すると、あらかじめ登録した連絡先に自動で音声発信したり、位置情報を通知する。
その他に電源を切る際や、クリアキーの長押しによっても、ブザーをならすことなく位置情報を登録先へ通知することが可能となっている。
カラーはホワイト1色であるが、ブルーやピンクの保護カバーが同梱されており、好みにあった色に変えることができる。尚別売りでイエローのカバーも利用することができる。電池のふたは、専用ネジでロックされており、第三者が故意に外すことができなくなっているため、電池を外し電源をきることができないほか、パスワードで子供が勝手に設定を変更することができないようにしている。
発売当初は非対応であったが、2011年12月12日から開始されたソフトウェアアップデートの適用後に、子供向け携帯電話としてはドコモ初となるエリアメールに対応した。
全国子ども会連合会推奨商品として認定されている。
メニュー表示は子供でもわかるよう、ひらがな表示となっている。
本端末の発売にあわせ、タイプシンプルが6ヶ月無料、その後も2年間月額390円のキッズ割りが提供される(2012年1月末まで)。

## 対応サービス
| 主な対応サービス                                         | 主な対応サービス                               | 主な対応サービス                       | 主な対応サービス             |
| -------------------------------------------------------- | ---------------------------------------------- | -------------------------------------- | ---------------------------- |
| タッチパネル                                             | FOMAハイスピード                               | Bluetooth                              | DCMX／おサイフケータイ       |
| iアプリオンライン／地図アプリ                            | 直感ゲーム／メガiアプリ                        | iウィジェット                          | マチキャラ／iコンシェル      |
| ホームU／ポケットU                                       | GPS／オートGPS／ケータイお探し                 | デコメール／デコメ絵文字／デコメアニメ | iチャネル                    |
| テレビ電話／キャラ電                                     | ケータイデータお預かりサービス                 | フルブラウザ                           | おまかせロック／バイオ認証   |
| 外部メモリーにアプリ移行／ユーザーデータ一括バックアップ | トルカ\|iC通信／iCお引越しサービス             | きせかえツール／ダイレクトメニュー     | バーコードリーダ／名刺リーダ |
| 2in1                                                     | エリアメール／ソフトウェアアップデート自動更新 | GSM／3Gローミング（WORLD WING）        | 着うたフル／うた・ホーダイ   |
| Music&Videoチャネル／ビデオクリップ                      | デジタルオーディオプレーヤー(AAC)(WMA)         | iメロディ・着信メロディ ／SMAF対応     | メロディ／パターン           |

## 歴史
- 2011年3月4日 - 技術基準適合証明(TELEC)通過
- 2011年7月22日 - NTTドコモより開発を発表
- 2011年9月10日 - 事前予約開始
- 2011年9月28日 - 発売開始　キッズ割提供開始
- 2011年12月12日 - アップデート公開開始